# 襟野々駅
襟野々駅（えりののえき）は、高知県高岡郡佐川町永野にある四国旅客鉄道（JR四国）土讃線の駅である。駅番号はK14。

## 歴史
- 1960年（昭和35年）10月1日：日本国有鉄道の駅として開業[2][3]。気動車の旅客のみを取り扱う駅員無配置駅[4]。
- 1987年（昭和62年）4月1日：国鉄分割民営化により、四国旅客鉄道の駅となる[2]。

## 駅構造
単式1面1線の無人駅。簡易な片面ホームに短い上屋があるだけである。

## 利用状況
| 1日乗降人員推移 | 1日乗降人員推移 |
| 年度            | 1日平均人数     |
| --------------- | --------------- |
| 2011年          | 130             |
| 2012年          | 140             |
| 2013年          | 170             |
| 2014年          | 170             |
| 2015年          | 143             |

## 駅周辺
周囲には田園が広がる。
- 五位山緑地公園
- 襟野々公民館

## 隣の駅
四国旅客鉄道（JR四国）
■土讃線
■普通
佐川駅 (K13) - 襟野々駅 (k14) - 斗賀野駅 (K15)